# Códices prehispánicos de Mesoamérica

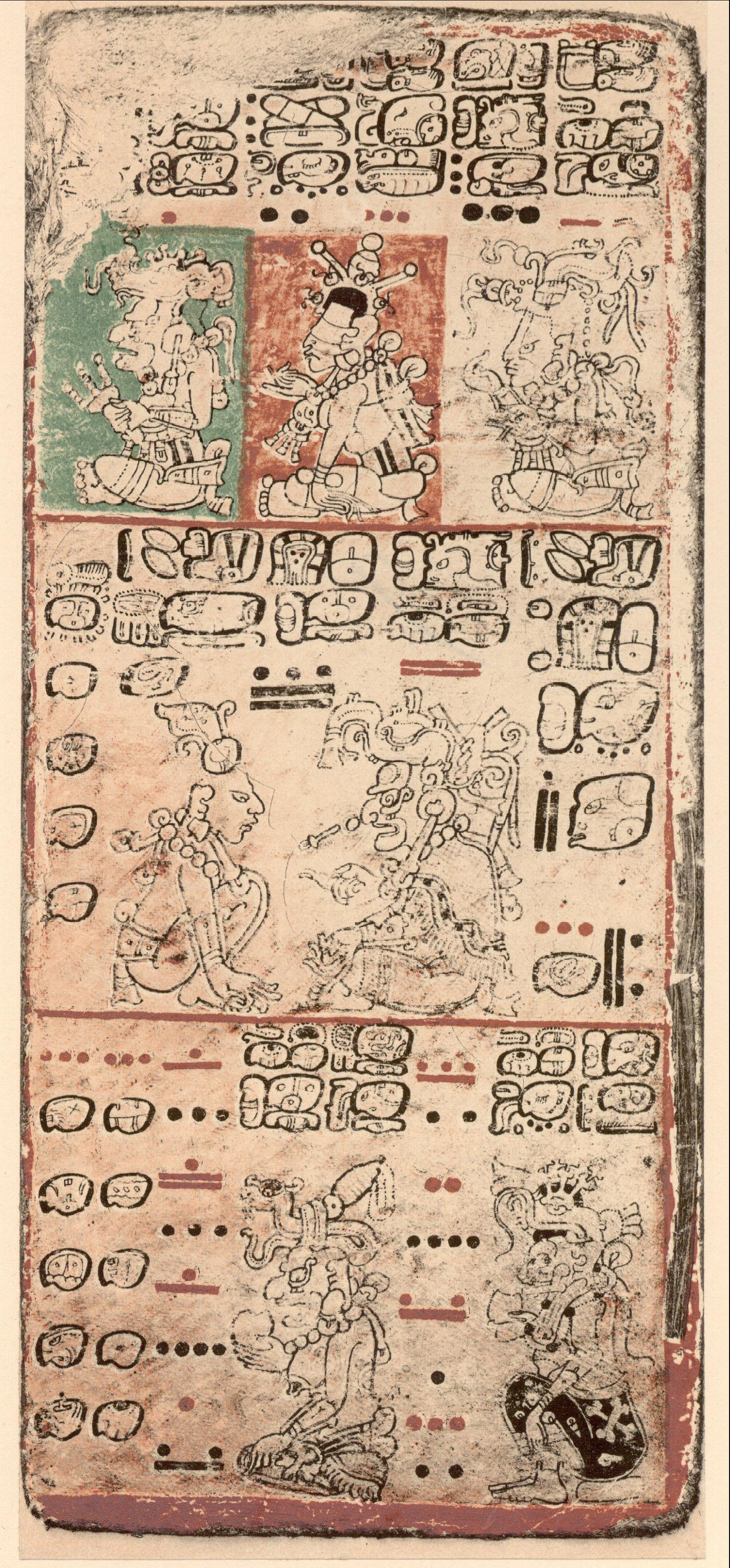
Los códices mayas prehispánicos que se conocen proceden de la península de Yucatán y tienen una temática esencialmente calendárica. En la imagen, la lámina 9 del 1864 Códice de Dresde, cultura maya, Período Posclásico mesoamericano (ss. X-XVI).

Los códices prehispánicos de Mesoamérica son un conjunto de documentos realizados por miembros de los pueblos indígenas de Mesoamérica antes de la Conquista española de sus territorios. Estos documentos constituyen un testimonio del modo en que los indígenas mesoamericanos concebían el tiempo y la historia. También plasman algunos de los principales ejemplos de los sistemas de escritura que se emplearon en Mesoamérica a lo largo de milenios. 
Tras la Conquista de México, los códices fueron destruidos en grandes cantidades en actos como el Auto de Maní —realizado el 12 de julio de 1562 en Maní (Yucatán)—, donde Diego de Landa ordenó la incineración de varios de estos documentos, obra de los mayas, por considerarlos muestra de la idolatría indígena. Otros más se extraviaron o no sobrevivieron al paso del tiempo. En la actualidad se conserva solo un puñado de ellos, todos resguardados por museos y bibliotecas de Europa, con excepción del Códice Colombino y del Códice maya de México, que se encuentran en la Biblioteca Nacional de Antropología e Historia de México (BNAH). Este pequeño grupo está compuesto por siete códices mixtecos, cuatro códices mayas y los siete códices del grupo Borgia. A ellos se suman otros que fueron realizados o concluidos durante la Colonia, aunque su temática y estilo presentan escasa o ninguna influencia europea. Dichos documentos son los cuatro códices mexicas y el Códice Selden, de origen mixteco. En total se pueden contar alrededor de 23 códices prehispánicos. 
Para los tlacuilos, en náhuatl: "los que escriben pintando", era muy importante destacar el poder así como también las expresiones faciales y corporales. Podían plasmar hombres o mujeres, ya que tenían una magnífica habilidad en el dibujo;  se les adiestraba en la lengua y la cultura náhuatl hasta conocerla profundamente. Sabían de religión, costumbres, leyes, medidas, pictografía, historia, plantas y animales; eran personas de una extensa cultura, misma que transmitían a sus hijos. 
Los indígenas que habían estudiado en el Calmecac junto a los antiguos sacerdotes eran los únicos que podían interpretar lo que estaba plasmado en los códices, pues ellos conocían bien cómo se manejaban sus tradiciones, ritos, costumbres y demás; los que acudían a este centro de formación eran los que pertenecían a la elite indígena.
Los códices son largas tiras de piel o papel elaborado a partir de la corteza del árbol llamado amate o ámatl. Cada uno de los códices contiene una historia diferente.
En la adolescencia, alrededor de los 15 años las mujeres se casan y los hombres entran al Calmecac, el centro de enseñanzas superiores, y aprenden la vida religiosa, sobre todo a pedir penitencia. Ocupan cargos importantes, como embajadores o gobernantes y si trabajan duro son nombrados jueces quienes el privilegio de poner castigos a quienes fallen en los casos de adulterio.
Hay algunos códices que están anotados en la lengua castellana, dando una interpretación que fuese entendible y coherente para que el Virrey los leyera.
Algunas de las representaciones que hicieron los tlacuilos en los códices fueron las expresiones corporales y faciales que hacían. Por ejemplo: para saber que alguien tenía repudio de algo se le dibujaba la cabeza a 180 grados y con la mano extendida a la altura de la espalda y la palma extendida, esto significaba que rechazaba cualquier cosa que no le pareciera.[3]
Por otro lado están pintados aquellos que ejercían el mando; señalaban con el dedo índice a quienes se refieren y con voz firme les ordenaban lo que tenían que hacer.

Los códices suelen ser un conjunto de documentos donde podemos analizar cómo era la agricultura, el modo de vida y los tipos de creencias y/o religiones en el Mesoamérica antiguo. Los códices muchas veces eran hechos o creados por tiras de piel o tiras de corteza de árbol (papel), además de llevar de llevar colores vibrantes como lo eran el rojo y el azul puesto que cada uno de estos colores significaban algo. Carlos de Sigüenza y Góngora tenía en su poder varios manuscritos (códices) los cuales donó según lo escrito en su testamento. Con el fin de que conozcamos nuestras raíces, es de importancia tomar en cuenta que los códices son un documento indígena mesoamericana.

## Soportes
Los soportes empleados para la realización de los documentos son variables. Los mesoamericanos desarrollaron una técnica para realizar una especie de papel con la fibra cocida del jonote o amate. Se identificaron  algunos ejemplares muy bien elaborados con fibras de agave o maguey, aunque estos ya son códices posthispánicos.

## Formato

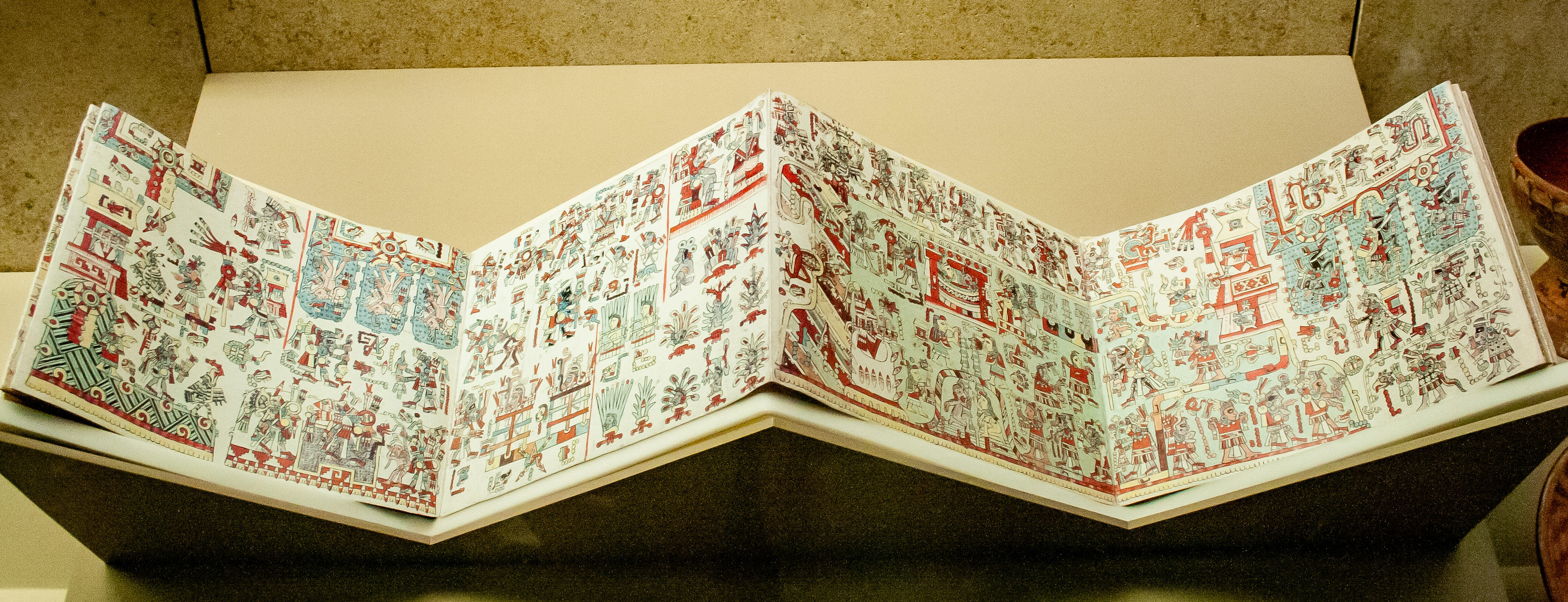
Los códices mesoamericanos eran grandes biombos de amate o piel. En la imagen, una copia del Códice Nuttall, expuesta en el Museo Británico, permite ver el formato de los códices precolombinos. Códice Nuttall, procede de la Mixteca Alta, Período Posclásico (ss. X-XVI).

Los códices prehispánicos se presentan en un formato único. Se trata de largas tiras de papel amate o de piel que fueron dobladas a manera de biombo. Debieron tener cubiertas, posiblemente de madera forrada de piel de animales. El tamaño de cada una de las láminas es variable, lo mismo que el número de hojas que componía cada biombo. Por ejemplo, todos los códices mayas poseen un formato rectangular, cuya anchura es considerablemente menor a la longitud de las páginas. Por otro lado, los códices mixtecos, mexicas y del grupo Borgia tienen dimensiones que se aproximan bastante a un cuadrado.

## Temática
Las temáticas de los códices precolombinos mesoamericanos se centran en dos cuestiones. Por un lado, una gran vertiente está relacionada con la astronomía. A esta categoría pertenecen todos los códices mayas y el grupo Borgia. Son propiamente lo que los antiguos nahuas llamaron tonalámatl o libro de los días. En ellos se describe las relaciones entre los días del calendario ritual de 260 días y las deidades patronas de cada una de las trecenas, de cada signo de los días. Además, en el caso de los códices del grupo Borgia, parece muy probable que las láminas de algunos de ellos sean descripciones muy minuciosas del tipo de ofrendas que se tenían que presentar en cada día con el propósito de satisfacer a los dioses.

## Códices que aun se conservan

### Códices Mexica
El códice Borbónico se encuentra en la biblioteca de la Cámara de los Diputados de París y el Tonalámatl de Aubin se conserva en la Biblioteca Nacional de Antropología e Historia en la Ciudad de México.
La Tira de la peregrinación o Códice Boturini es uno de los grandes documentos históricos del pueblo mexica y debe su nombre al legendario viaje. Fue elaborado sobre amate. Sus medidas son de 5.44 metros de longitud por 20 centímetros de ancho. Actualmente se encuentra en la Biblioteca Nacional de Antropología e Historia en la Ciudad de México.

### Códices Mixtecos
Existen siete códices y están pintados sobre pieles de mamíferos, deben sus nombres a los temas que trataban y a las personas que los descubrieron. Actualmente todos están fuera de México.

### Códices del grupo Borgia
Se consideran los más bellos en cuanto a libros mexicanos conocidos. Estos forman una unidad y no se tiene una idea precisa de las temáticas y el origen de su descubrimiento. Todos en la actualidad están fuera de México.

### Lienzo de Tlaxcala
Es uno de los códices más famosos que después de la conquista unió los jeroglíficos con letras del alfabeto latín. Fue elaborado por los tlaxcaltecas y define la vida de la conquista española y las batallas con los aztecas. Habla también de la alianza con los españoles para atacar al pueblo mexica. Describe escenas de la catequización, nombres y atributos de los pueblos.

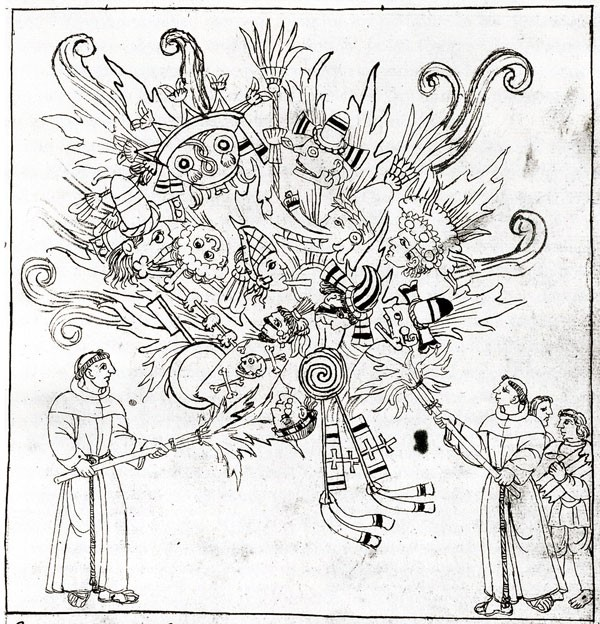
Destrucción de los Códices mexicanos

### Códice de Huamantla
Se desconoce el contexto específico en el que fue realizada esta pintura, pero es claro que su objetivo es enaltecer la historia legendaria de los otomíes de Huamantla (hoy en el estado de Tlaxcala) en el contexto de la nueva dominación española. Por ello, sus dos grandes temas son su origen y sus méritos.  El que ocupa el mayor espacio, al centro, lo que denota que era el tema planeado inicialmente, es el de  la peregrinación que condujo al asentamiento de ese grupo otomí en Huamantla. El segundo grupo pictórico, añadido arriba por otro artista, en espacio y escala más reducidos, se ocupa de la participación otomí en la conquista de México y de su vida bajo el dominio español.

### Lienzo de Quauhquechollan
El Lienzo de Quauhquechollan es una pintura náhuatl del siglo XVI, en la que los indígenas quauhquecholtecas dejaron plasmada su visión de la conquista española. En 1520 los habitantes de la comunidad náhuatl de Quauhquechollan se aliaron con Hernán Cortés y participaron después como co-conquistadores en las campañas militares de los españoles, a cambio de ser liberados de la opresión mexica.

## Lista de códices mesoamericanos de la época prehispánica

### Códices mixtecos
- Códice Bodley
- Códice Colombino-Becker
- Códice Nuttall
- Codex Vindobonensis

El Códice Féjervary-Mayer.

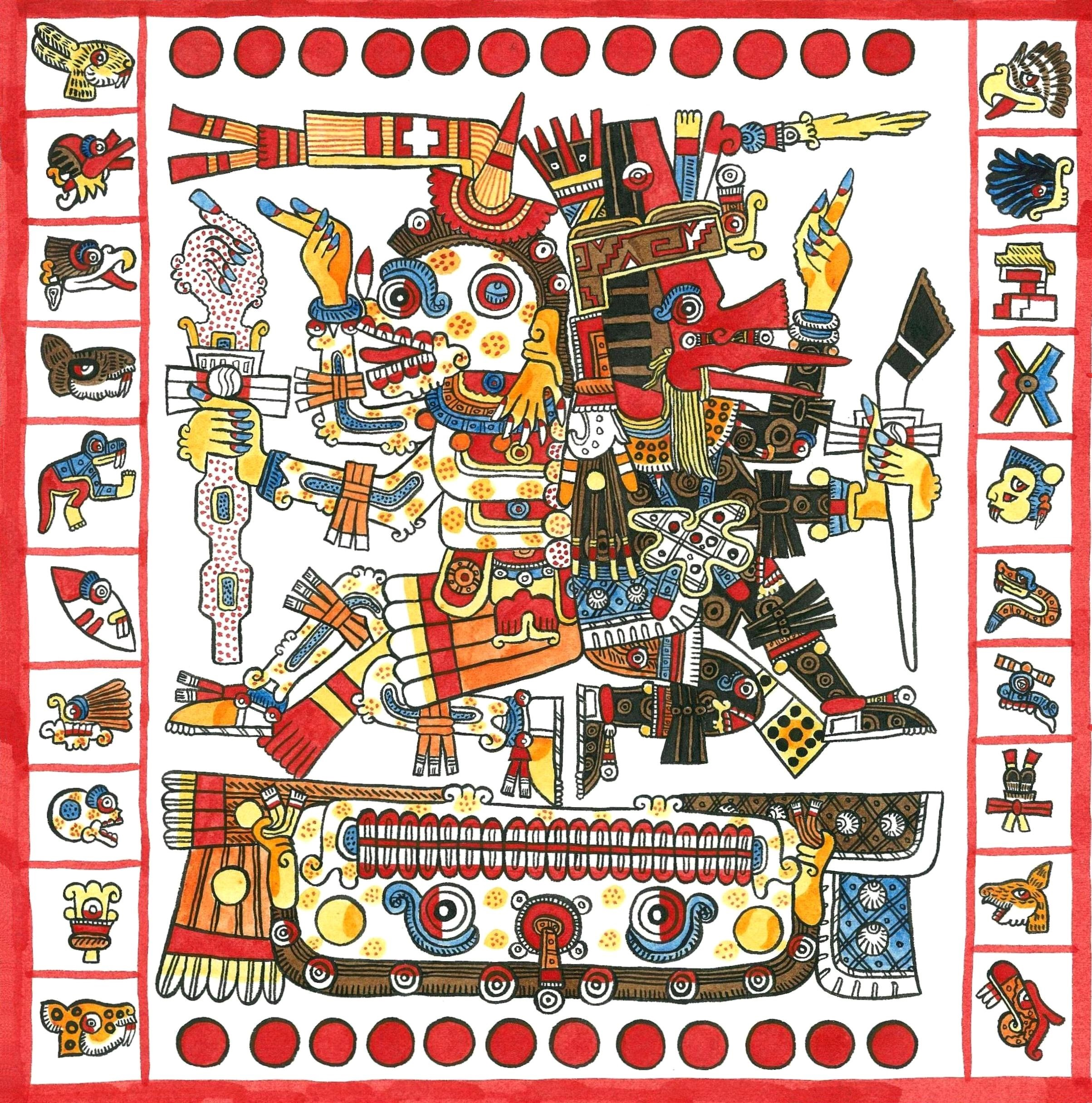
El Códice Borgia.

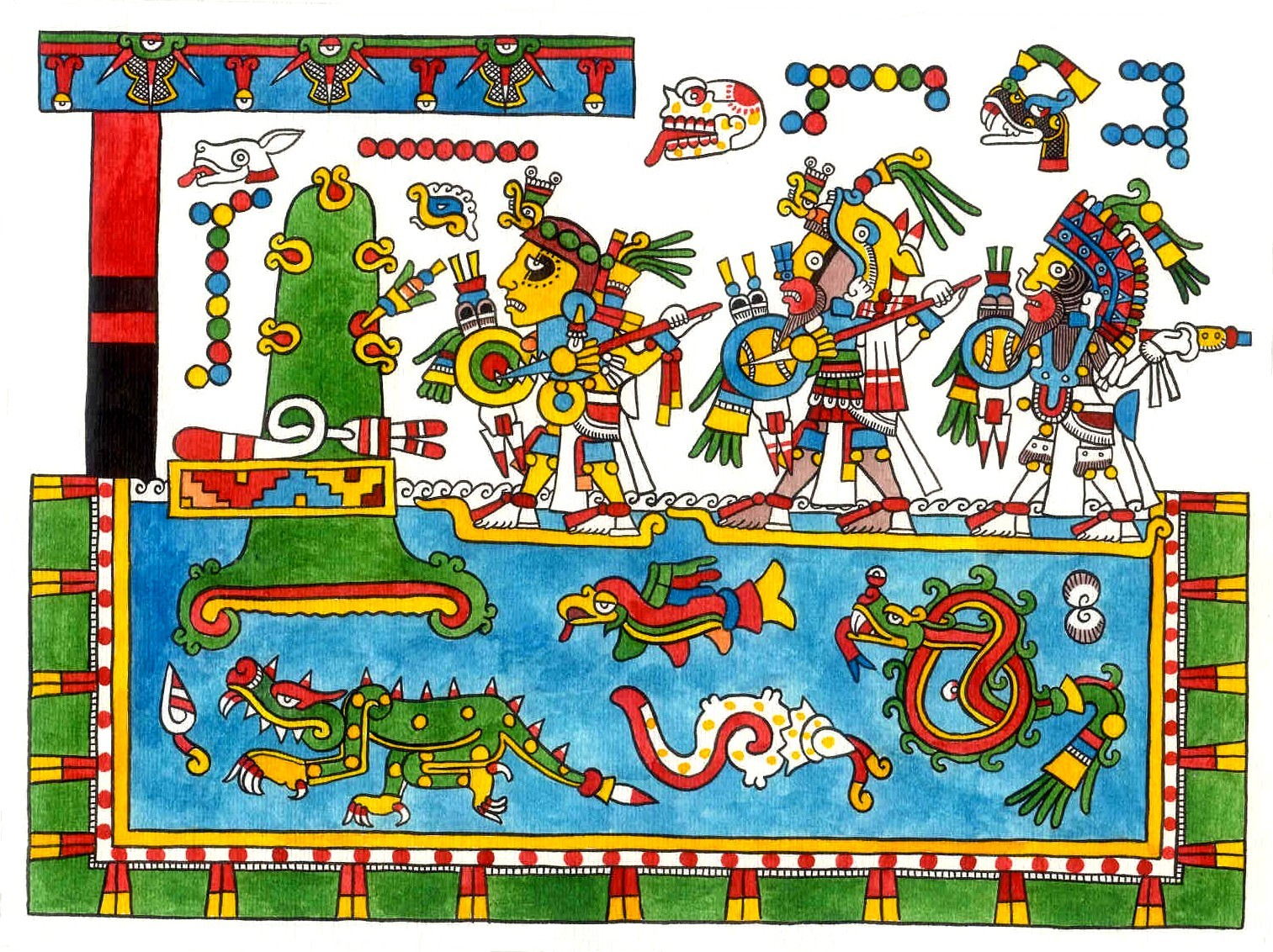
El Códice Nuttall.

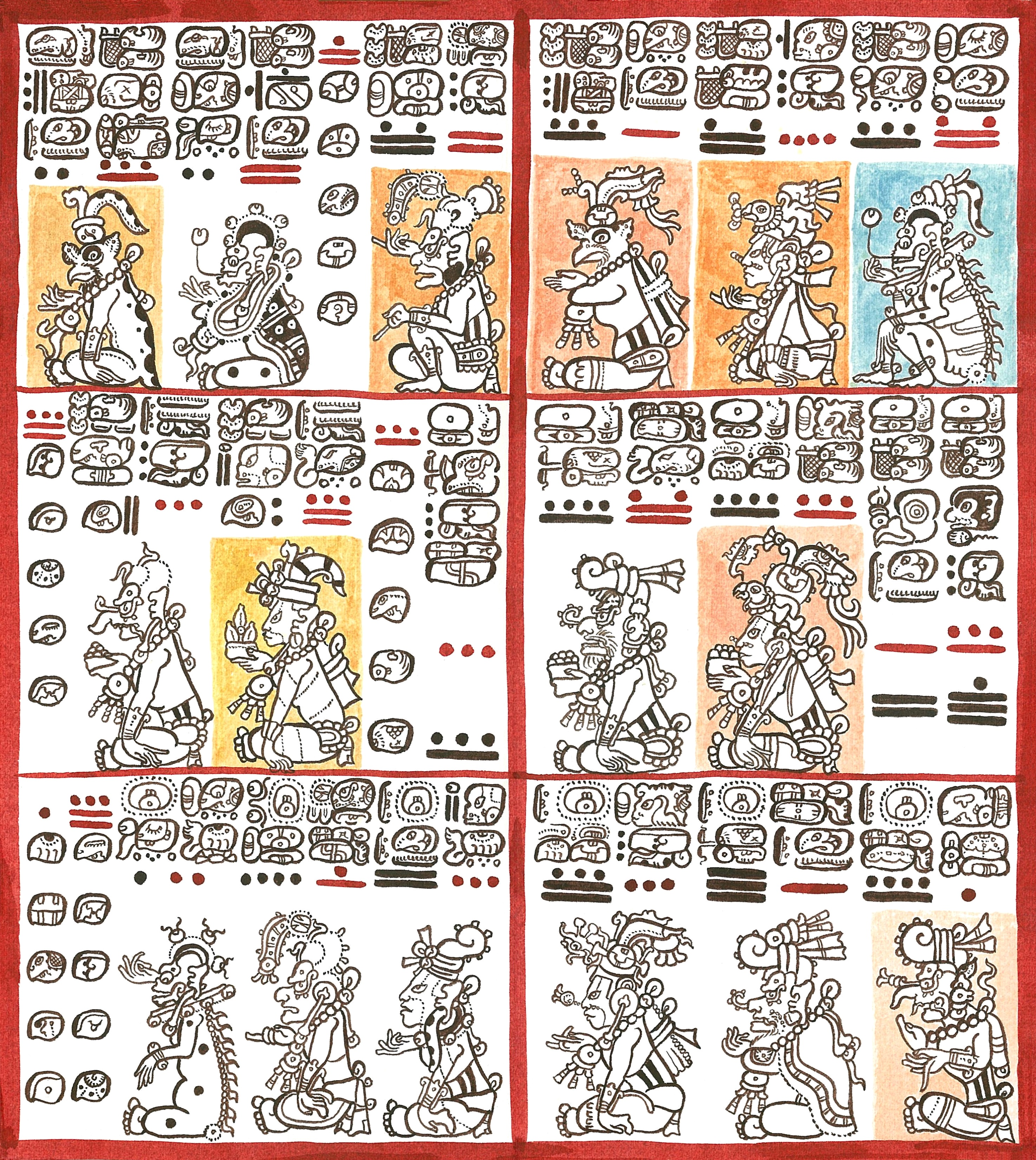
Láminas 8 y 9 del Códice de Dresde.

- Códice Selden (concluido después de la Conquista)

### Códices mayas
- Códice de Dresde
- Códice Tro-Cortesiano o Madrid
- Códice de París
- Códice maya de México (antes llamado Códice Grolier)

### Códices mexicas
- Códice Borbónico (concluido después de la Conquista)
- Códice Boturini o Tira de la Peregrinación (comentado después de la Conquista)
- Matrícula de los Tributos (concluido después de la Conquista)

### Códices del grupo Borgia
- Códice Borgia (el cual le da nombre el grupo)
- Códice Cospi
- Códice Fejérváry-Mayer
- Códice Laud
- Códice Vaticanus B

### Códices prehispánicos en las Bibliotecas conventuales
Tras la conquista, los españoles comenzaron a fundar conventos que favorecieran la evangelización de los indígenas de la Nueva España, lo cual provocó la creación de bibliotecas y la conformación de colecciones documentales; sin embargo, la proliferación de documentos con influencias indígenas impactó en la conformación de dichas bibliotecas y en la presencia de los códices que se conservaron presentó un problema para su catalogación.
Las bibliotecas conventuales se conformaron según la estructura europea pero sufrieron la influencia de la organización del conocimiento que se tenía en el México Antiguo. Las bibliotecas prehispánicas estaban construidas por los gobernantes de los diferentes grupos que habitaban la región y se construían en medio de comunidades guerreras o comerciales y su propósito era acopiar, resguardar, organizar y preservar los códices que poseían el saber de la comunidad y era ahí donde los tlacuilos elaboraban los códices. Quienes estaban encargados de cuidar la biblioteca eran ancianos, sacerdotes y maestros de los tlacuilos. Entre los pueblos que poseyeron una biblioteca se encuentran: Texcoco, Tenochtitlán, Tula, Tlatelolco y Tlaxcala.
Recordemos que el clero controlaba los recintos documentales en la Nueva España y llevaba el registro del pueblo.